# Santo Antônio do Jardim
Santo Antônio do Jardim es un municipio brasileño del estado de São Paulo. Se localiza a una latitud 22°6′57″ sur y a una longitud 46º40'48" oeste, estando a una altitud de 850 metros. Su población estimada en 2004 era de 6394 habitantes.

## Demografía
En el año 2010, su población era de 7.979 habitantes (IBGE).
Densidad Demográfica
54,3 hab./km²
Población residente (2010)
Hombres: 3245
Mujeres: 4898
Urbana: 5532
Rural: 2411
Total de domicilios
Total: 2240

## Carretera de Acceso
- SP-346

## Religión

### Católica
El municipio pertenece a la diócesis de São João da Boa Vista y al Presbitério São João de la Boa Vista - PRSJ. 
La iglesia principal actualmente fue completamente demolida, después de años a causa de sus grietas y rajaduras.